# Alojzy Deja (piłkarz)
Alojzy Józef Deja (ur. 20 stycznia 1949 w Michałkowicach, zm. 4 lutego 1991 w Zabrzu) – polski piłkarz, grający na pozycji pomocnika.
Grał między innymi w Górniku Zabrze, do którego trafił, mając osiemnaście lat. Miał duże predyspozycje do kierowania grą, ale nigdy nie zagrał w reprezentacji Polski. Z Górnika odszedł, nie mając jeszcze trzydziestu lat. Następnie grał w GKS Tychy i Walce Makoszowy (pracował w kopalni Makoszowy). W roku 1991 zmarł śmiercią samobójczą przez powieszenie.